# دستم را بگیر (ترانه مایکل جکسون و ایکان)
دستم را بگیر (به انگلیسی: Hold My Hand) تک‌آهنگی از آلبوم گردآوری شدهٔ مایکل است که توسط مایکل جکسون و ایکان خوانده شده‌است. این ترانه ابتدا در سال ۲۰۰۸ توسط مایکل جکسون و ایکان خوانده شد.
دستم را بگیر در آلبوم استودیویی ایکان به نام آزادی نیز منتشر شده‌است.

## تولید
کلود کلی، یکی از نویسنده‌های این آهنگ در مصاحبه‌ای با مجلهٔ بیلبورد گفت:
«من ترانهٔ این آهنگ را نوشتم و به ایکان تحویل دادم. فکر می‌کردم شاید این آهنگ را برای ویتنی هیوستون در نظر گرفته باشد و تصور نمی‌کردم اهمیتی بیش از آن بیابد. چند ماه بعد، ایکان آهنگ را برای من پخش کرد و یک دفعه صدای مایکل جکسون را شنیدم. وقتی آهنگ تمام شد به معنای واقعی کلمه می‌لرزیدم».

## موزیک ویدئو
موزیک ویدئوی دستم را بگیر توسط مارک پلینگتون کارگردانی شده‌است و در ۲۲ نوامبر ۲۰۱۰ (‎۱ آذر ۱۳۸۹) منتشر شد. این اثر مضمونی روحانی دارد و ستایشی است از مایکل جکسون. مارک پلینگتون خود گفته‌است: «این ویدئو ستایشی است از تمام آنچه که مایکل جکسون معنا می‌دهد، از عشق و قدرتش، خاطرات، شفابخشی و لذت». در این ویدئوی ۳:۴۳ دقیقه‌ای علاوه بر ایکان و تصاویری از مایکل، طرفداران بسیاری نیز حضور دارند.